# Йодер (Канзас)
Йодер (англ. Yoder) — межобщинная территория, расположенная в округе Рино, в центральной части штата Канзас. Йодер является статистически обособленной местностью. Несмотря на то, что Йодер — межобщинная территория без правительства, здесь имеется почтовое отделение и собственный почтовый индекс (67585). По данным переписи населения, в 2010 году численность населения составляла 194 человека, а к 2020 году сократилось на 15% (165 человек).
Хотя Йодер до сих пор сохраняет почтовое отделение, большинство домов в Йодере фактически имеют адрес соседней общины Хейвен.

На территории общины расположена Военно-Воздушная База Национальной Гвардии города Хатчинсон. Так же имеется Аэродром для планеров «Подсолнух».

## Община города
Йодер является центром местной общины амишей. Йодер технически крупнейшее амиш-поселение в Канзасе, но среди 400 амиш-общин Америки считается маленьким поселением.
Амиши довольно консервативны и не принимают современные технологии, однако община Йодера считается одной из самых прогрессивных: на фермах используются молокосборники, культиваторы и тракторы. В жаркие месяцы допускается проведение полевых работ в вечернее время.

## История
Деревня Йодер была основана Илаем Йодерем (Eli M. Yoder), сыном епископа амишей из Мэриленда. В конце 19 в. Илай переехал в недавно образованный штат Канзас, выбрав для поселения место в округе Рино, в 16 км к юго-востоку от города Хатчинсон.

С 1880 года амиши начали переселяться в регион из округа Шелбиen, штата Иллинойс. Йодер становится центром общины амишей.

В 1886 году Миссури-Тихоокеанская железная дорога (Missouri Pacific Railroad) протянулась от Хатчинсона до Уичито, отделив около 2-х гектаров фермерских земель от центральной части общины. В центральной части были построены почтовое отделение и универсальный магазин, которые стали ядром деревни.

В 1889 году получил статус города.

## Праздники
- Йодер основал ежегодное празднование Дня Наследия, который проводится каждую 4-ю субботу августа[5]. Во время праздника вспоминается история общины, проводятся развлекательные мероприятия, в том числе гонки на Багги.
- Ежегодно в течение всего месяца марта проводится выставка-ярмарка под названием «Парад лоскутных одеял». Выставляются на обозрение лоскутные одеяла традиционных и современных стилей, созданные руками местных мастериц, а также общин амишей и меннонитов со всех Соединённых Штатов.

## Галерея

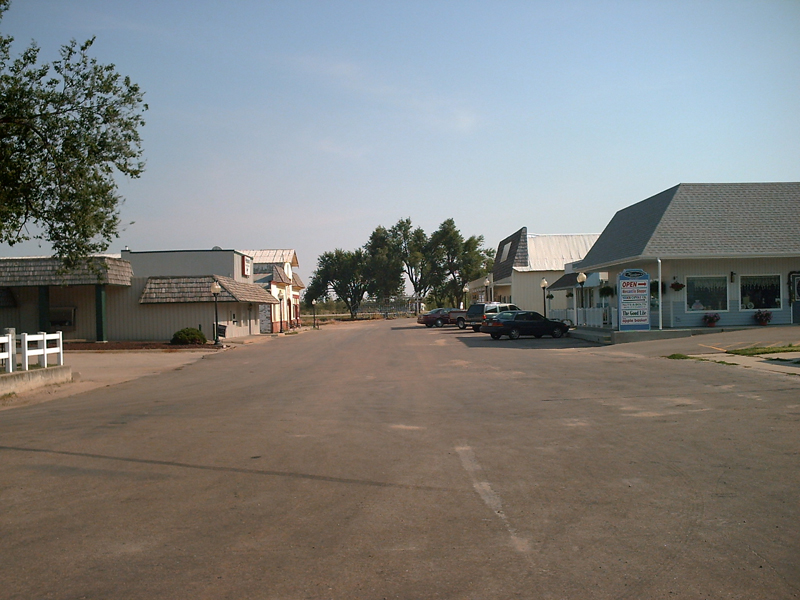
Вид на улицу Мэйн, 2010 г.
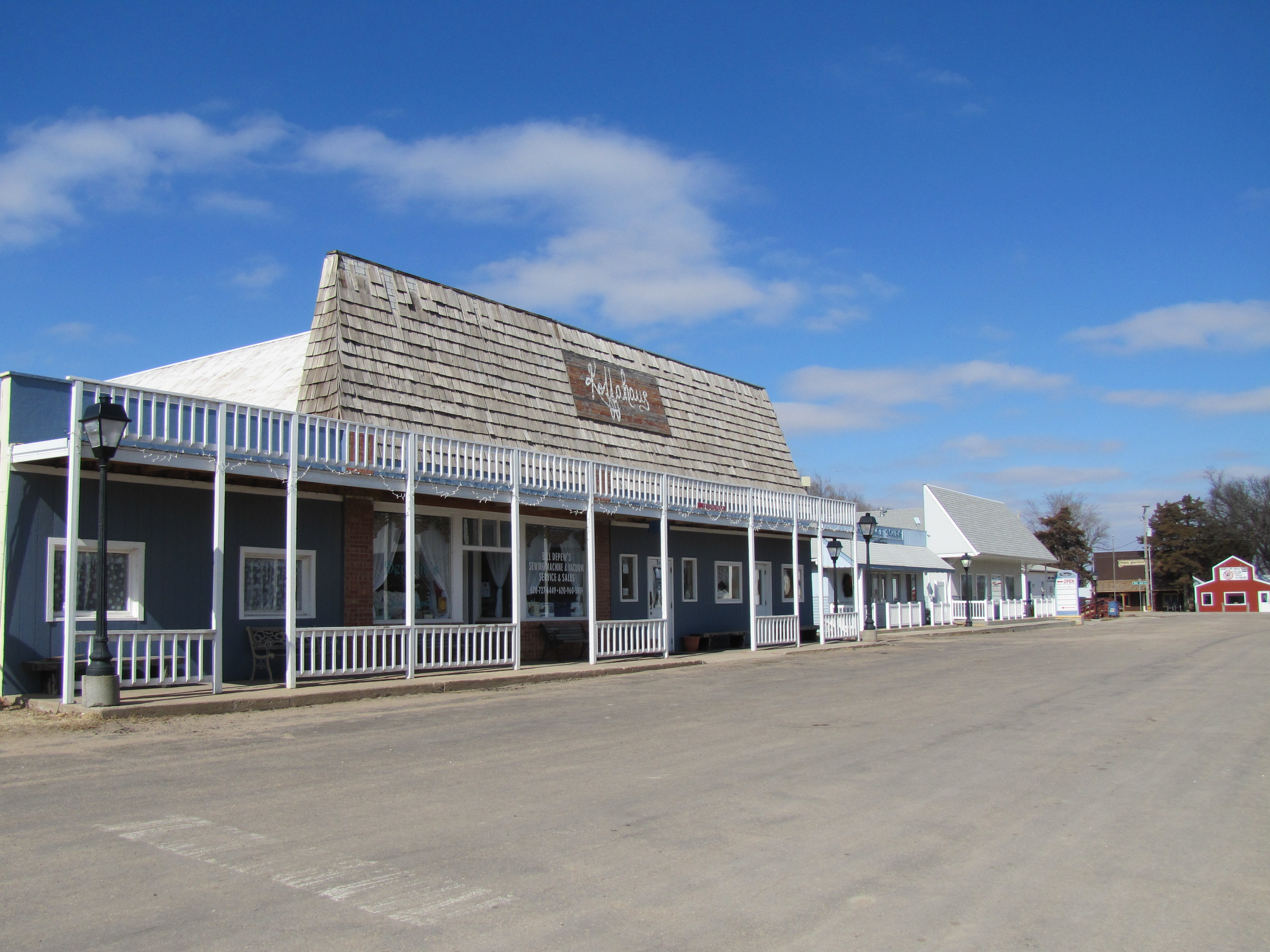
Лоскутное шитьё Димелии.
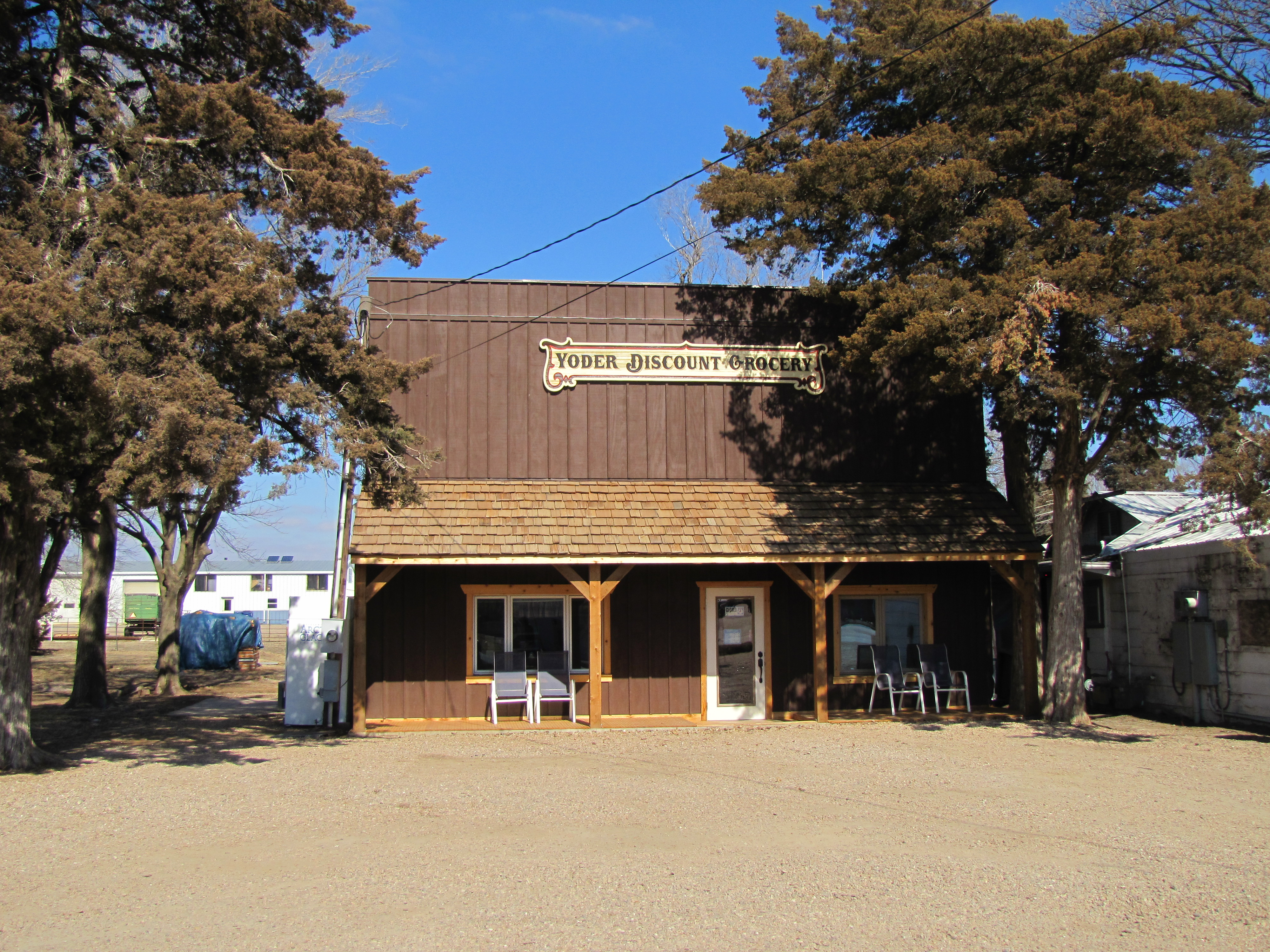
Бакалейный магазин.
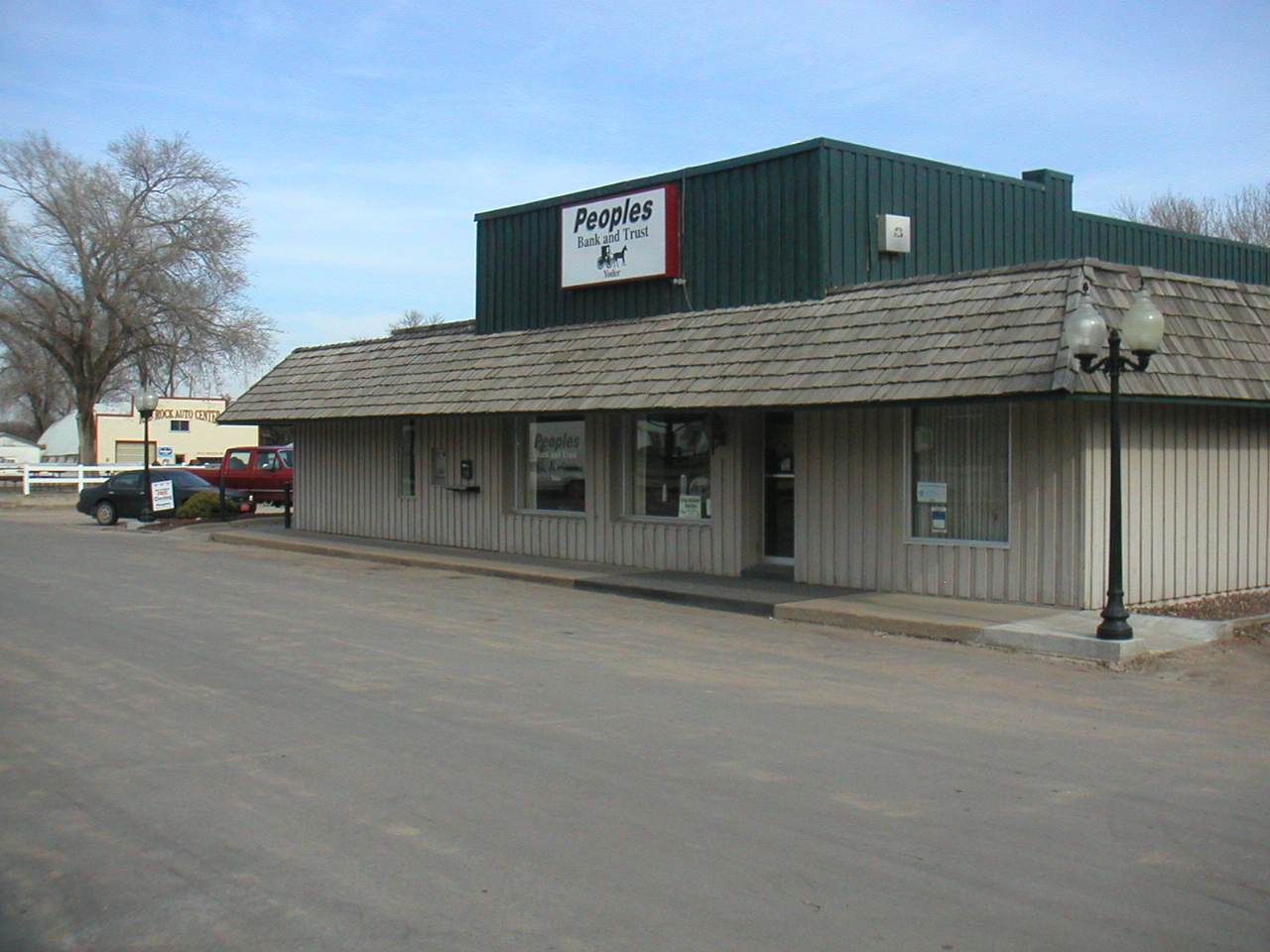
Банк.
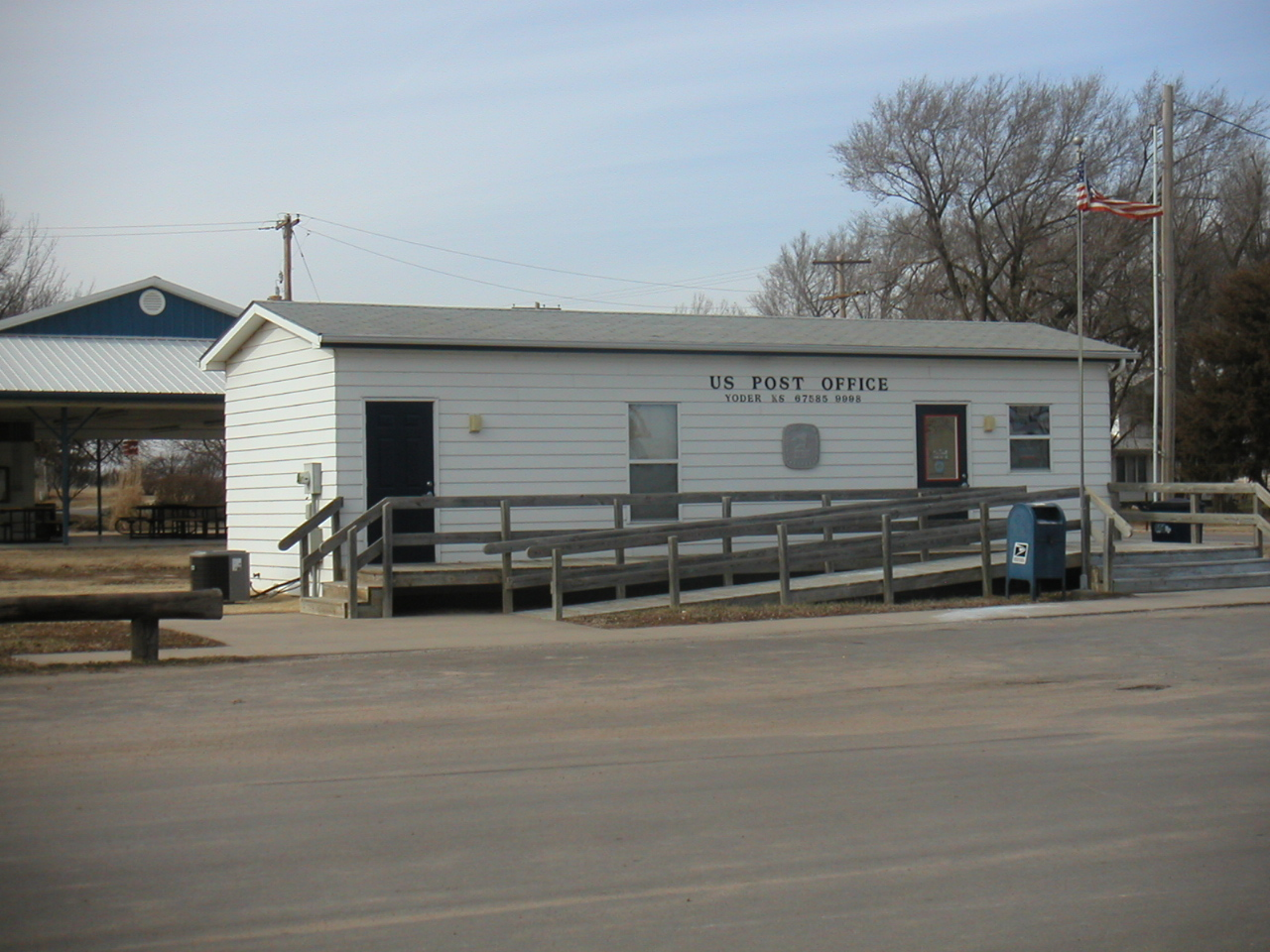
Почта.
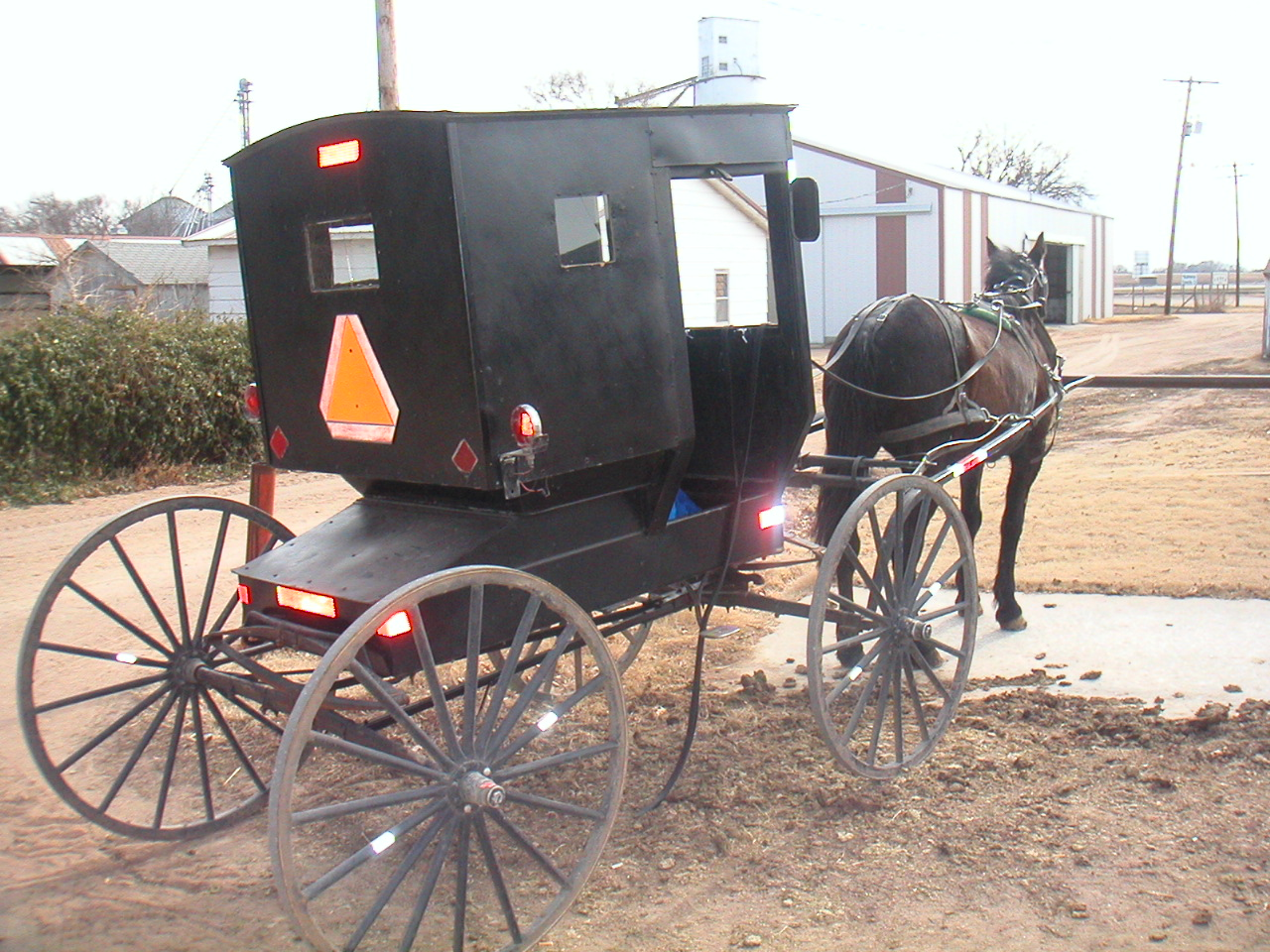
Повозка.